# گرونه
گرونه (به ایتالیایی: Grone) یک کومونه در ایتالیا است که در استان برگامو واقع شده‌است. گرونه ۷٫۸ کیلومتر مربع مساحت و ۸۱۷ نفر جمعیت دارد و ۳۸۸ متر بالاتر از سطح دریا واقع شده‌است.